# Notopteris macdonaldi
Notopteris macdonaldi es una especie de murciélago de la familia Pteropodidae.

## Distribución geográfica
Se encuentra en Fiyi y Vanuatu; existió en Tonga hasta la llegada de los primeros humanos.

## Hábitat
Su hábitat natural son: zonas tropicales o subtropicales, de bosques áridos y cuevas.